# اژدهادهانیان
اژدهادهانیان (نام علمی: Arethusinae) نام یک subtribe از تبار اژدهادهانان است.